# Pellenes univittatus
Pellenes univittatus är en spindelart som först beskrevs av Lodovico di Caporiacco 1939.  Pellenes univittatus ingår i släktet Pellenes och familjen hoppspindlar. Inga underarter finns listade i Catalogue of Life.